# Биркенвердер
Биркенвердер (нем. Birkenwerder) — община в Германии, в земле Бранденбург.
Входит в состав района Верхний Хафель. Население составляет 7819 человек (на 31 декабря 2010 года). Занимает площадь 18,10 км². Имеется железнодорожная станция 4 класса.
| Год  | Население |
| ---- | --------- |
| 2000 | 6518      |
| 2005 | 7108      |
| 2010 | 7774      |
| 2015 | 8019      |
| 2020 | 8132      |

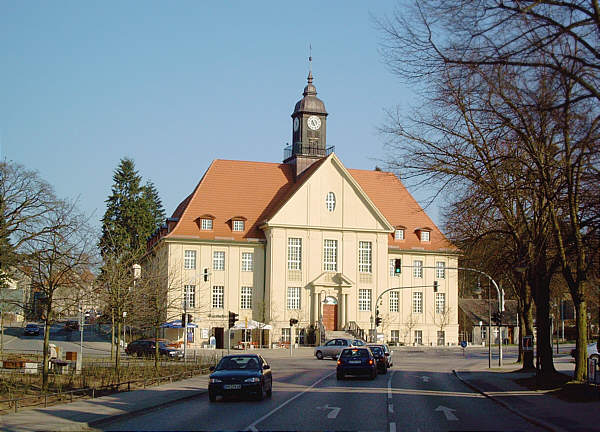
Городская ратуша
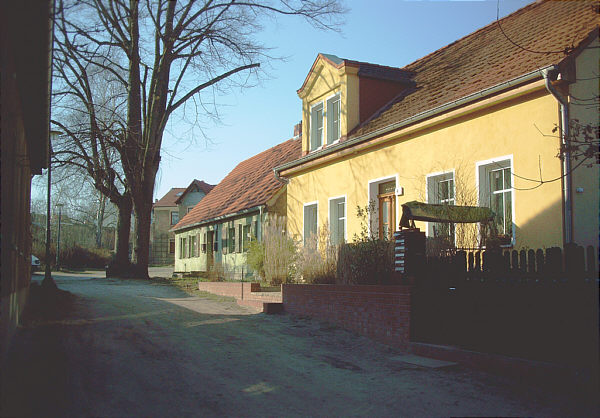
Старинные дома в Биркенвердере
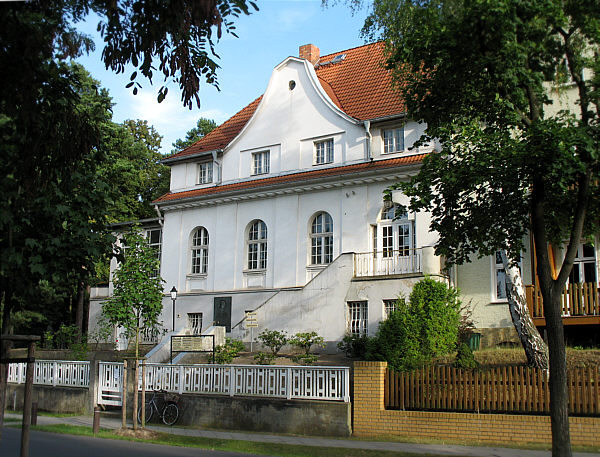
Статуя Клары Цеткин
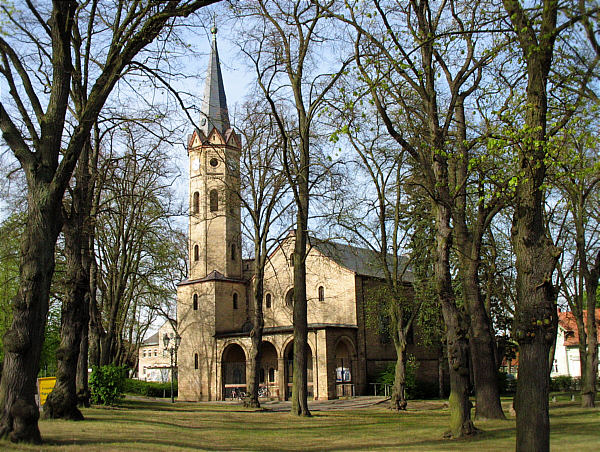
Евангелическая кирха
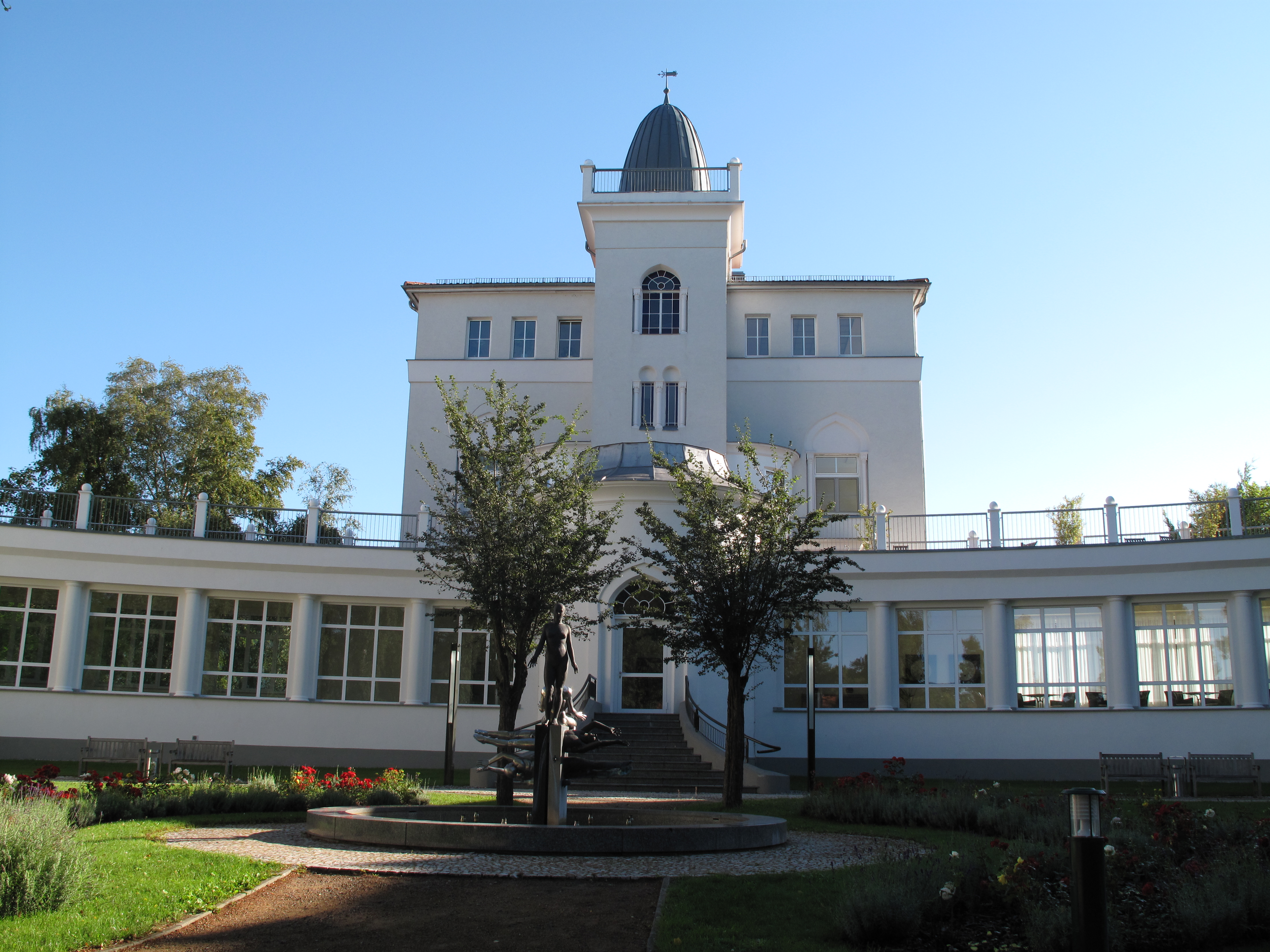
Клиника Асклепий
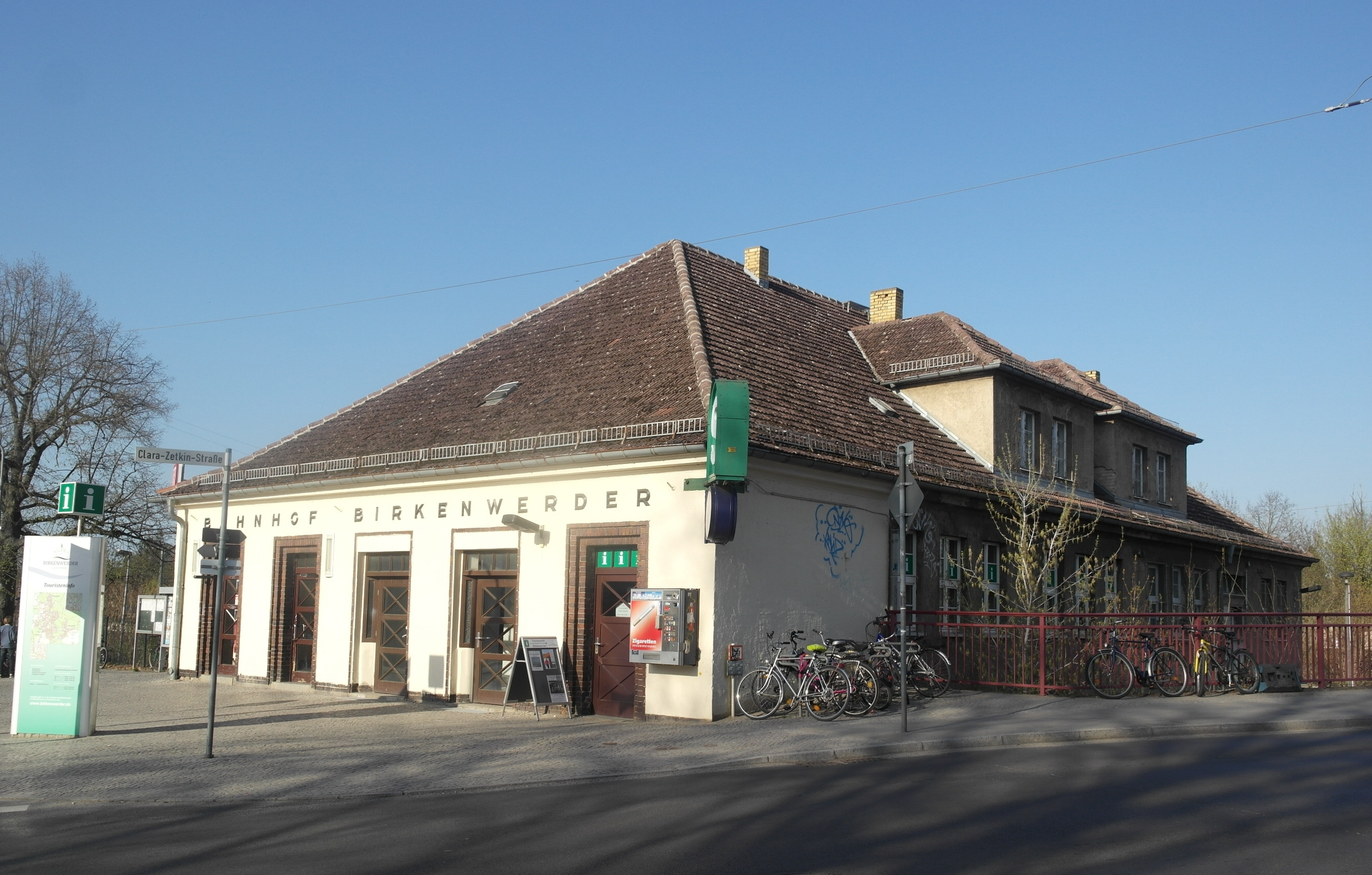
Станция Биркенвердер